# Cidariophanes indentata
Cidariophanes indentata là một loài bướm đêm trong họ Geometridae.